# Prometheomys schaposchnikowi
L'arvicola di Schaposchnikow (Prometheomys schaposchnikowi  Satunin, 1901) è un roditore della famiglia dei Cricetidi, unica specie del genere Prometheomys (Satunin, 1901), endemico del Caucaso.

## Descrizione

### Dimensioni
Roditore di medie dimensioni, con la lunghezza della testa e del corpo tra 115 e 180 mm, la lunghezza della coda tra 36 e 60 mm, la lunghezza del piede tra 20 e 25 mm, la lunghezza delle orecchie tra 10 e 15 mm e un peso fino a 88 g.

### Caratteristiche craniche e dentarie
Il cranio è corto e largo e presenta un rostro corto e tozzo, una scatola cranica allungata e una cresta sagittale ben sviluppata. Gli incisivi superiori sono larghi, fortemente ricurvi ed attraversati da un solco longitudinale, i molari hanno due radici ciascuno ed hanno la caratteristica forma prismatica, il primo superiore ha due rientranze su ogni lato, il secondo una su quello interno mentre il terzo è semplice e ridotto.
Sono caratterizzati dalla seguente formula dentaria:

### Aspetto
La pelliccia è lunga e soffice. Le parti dorsali sono bruno-grigiastre con dei riflessi bruno-rossastri, mentre le parti ventrali sono grigio chiare. Il muso è corto e largo, gli occhi sono notevolmente ridotti. Le orecchie sono relativamente grandi, rotonde, prive di peli e possiedono un grosso antitrago. il dorso delle zampe è ricoperto di peli biancastri, quelle anteriori sono brevi, i palmi e le piante sono privi di peli mentre il tallone è ricoperto di peluria. Gli artigli delle zampe anteriori sono molto lunghi e leggermente ricurvi. La coda è lunga meno della metà del corpo, è densamente ricoperta di lunghi peli, è uniformemente brunastra e talvolta con la punta bianca. Le femmine hanno due paia di mammelle pettorali e due inguinali. Il cariotipo è 2n=56 FNa=100.

## Biologia

### Comportamento
È una specie fossoria. Scava complessi di tane ed accumula il materiale di riporto in cumuli vicino alle entrate. Una camera, predisposta per il nido, è situata al centro e rivestita di steli d'erba e da essa si irradiano diverse gallerie. I gruppi sono formati da diversi maschi maturi e dalle femmine con i piccoli, la densità è di circa 3-32 individui per ettaro. È attiva durante tutto l'anno con picchi giornalieri tra le 11:00 e le 13:00.

### Alimentazione
Si nutre esclusivamente di materiale vegetale raccolto sul terreno e di radici.

### Riproduzione
Danno alla luce 2-6 piccoli due volte durante l'estate.

## Distribuzione e habitat
Questa specie è diffusa in maniera frammentata nella regione caucasica della Russia meridionale, Georgia e Turchia nord-orientale.
Vive nelle radure alpine e subalpine tra 1.500 e 2.800 metri di altitudine.

## Conservazione
La IUCN Red List, considerato l'areale limitato e la perdita del proprio habitat a causa della sua conversione in zone da pascolo, classifica P.schaposchnikowi come specie prossima alla minaccia (NT).